# مدال کردار ناب
مدال کردار ناب، (به نروژی: Medaljen for edel dåd) یک نشان افتخار نروژی است. این مدال در سال ۱۸۸۵ میلادی، به فرمان  اسکار دوم، پادشاه وقت سوئد و نروژ، به منظور قدردانی از کسانی که اقدام به نجات جان انسان یا عمل شایسته دیگری کرده‌اند؛ ایجاد شده‌است.
این مدال، به ویژه برای قدردانی از تلاش نجات جان انسان در ارتباط با حوادث کشتی و خطر غرق شدن، اهداء شده‌است.

## شکل مدال
در روی اصلی مدال، تصویر پادشاه وقت نروژ و در پشت مدال، تاجی از شاخه‌های بلوط، در اطراف عبارتی با مضمون: «برای اقدامی شریف» نقش بسته‌است.
مدال کردار ناب، در نواری به رنگ قرمز و آبی راه راه که پرچم نروژ را تداعی می‌کند؛ حمل می‌شود.

در آغاز ایجاد در سال ۱۸۸۵ میلادی، این مدال با جنس طلا یا نقره، در ۳ درجه ارزش، اهداء می‌شد؛ اما از سال ۱۹۰۵ میلادی، به موجب فرمان پادشاهی، تنها در ۲ درجه طلا یا نقره اهداء شده‌است. مدال طلا، بدون احتساب درجه، برای اقدامات فوق‌العاده ارزشمند و مدال نقره، در دیگر موارد ارزشمند توزیع می‌شود.